# Matúš Turňa
Matúš Turňa (* 11. května 1986, Brezno) je slovenský obránce, od podzimu 2015 bez angažmá.

## Klubová kariéra
Svoji fotbalovou kariéru začal v TJ Tatran Čierny Balog. Mezi jeho další angažmá patří: FK Dukla Banská Bystrica, FO ŽP ŠPORT Podbrezová a DAC 1904 Dunajská Streda.

### Reference

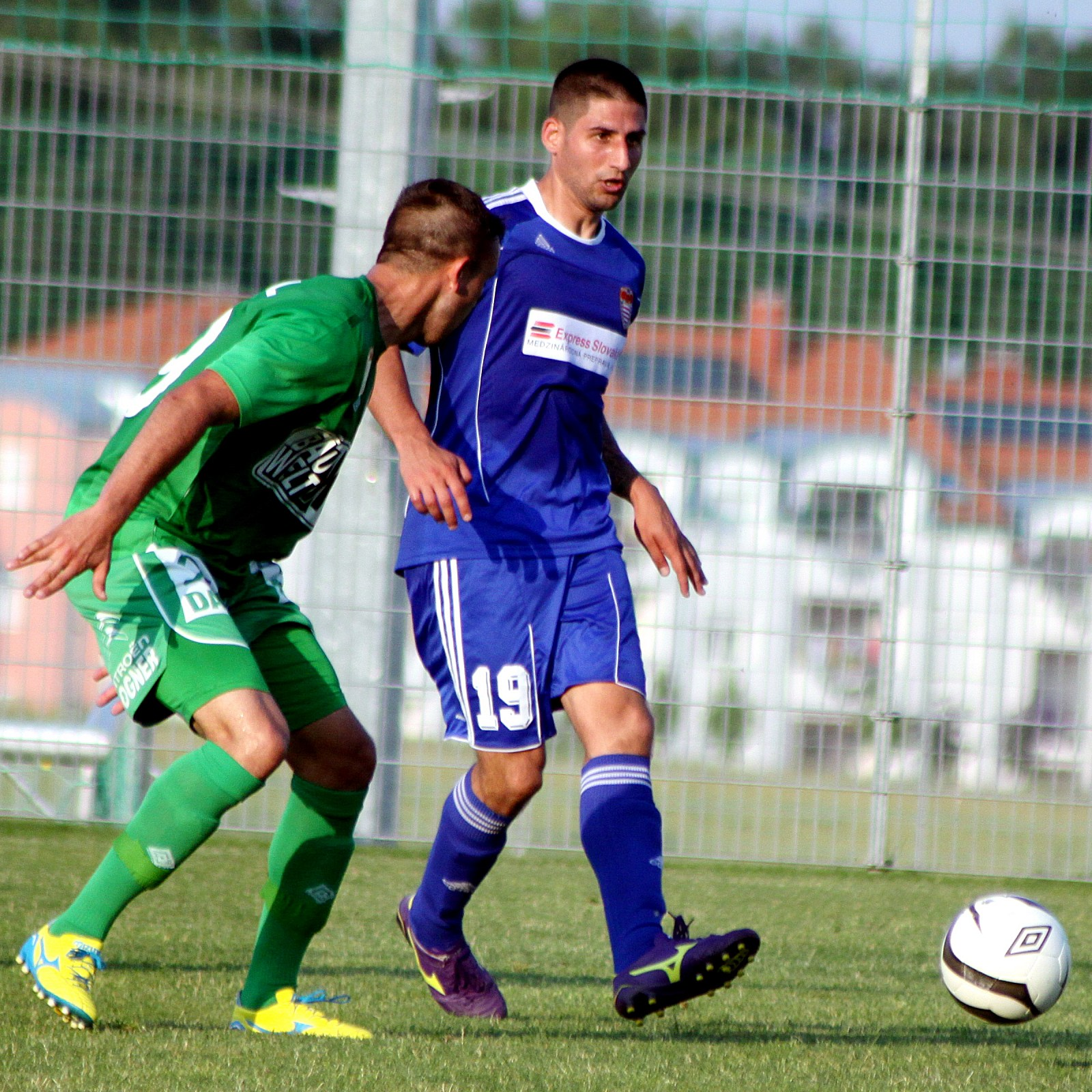
Matúš Turňa